# Kirchleerau
Kirchleerau es una comuna suiza del cantón de Argovia, situada en el distrito de Zofingen. Limita al norte con la comuna de Schlossrued, al este con Schmiedrued, al sur con Moosleerau, y al oeste con Staffelbach.